# Rhodia
Rhodia – francuskie przedsiębiorstwo z branży chemicznej, utworzone w 1998 w wyniku podziału konglomeratu Rhône-Poulenc. Zajmuje się wieloma obszarami chemii m.in. produkcją włókien i polimerów.
Rhodia w Polsce reprezentowana jest przez Rhodia Polyamide Polska sp. z o.o. w Gorzowie Wielkopolskim, gdzie zlokalizowany jest zakład produkcyjny Engineering Plastics (produkcja granulatów konstrukcyjnych), a także służby sprzedaży i marketingu tej jednostki biznesowej na teren Polski oraz Europy Centralnej i Wschodniej.